# Podna dizalica
Podna dizalica spada u male ili serijske dizalice, a to su jednostavni mehanizmi ili uređaji za dizanje tereta.

## Podela
Među male podne dizalice s ručnim pogonom ubrajaju se zupčasta podna dizalica, vijčana podna dizalica i hidraulička podna dizalica.

### Zupčasta podna dizalica
Zupčaste podne dizalice tako su građene da zupčanik ostaje nepomičan, a krilo se diže, ili krilo miruje, a diže se zupčanik. Imaju nosivost od 2 do 30 tona, visinu dizanja od 0,3 do 0,7 metara i korisnost od 0,5 do 0,7.

### Vijačna podna dizalica
Vijačne podne dizalice obično su manje po visini od zupčastih podnih dizalica. Nosivost im je od 2 do 35 tona, a visina dizanja od 0,2 do 0,4 metara. Jednovojno samokočno vijačno vreteno razlog je maloj korisnosti (η = 0,3 - 0,4). U u sa zupčastim dizalicama, vijčane su dizalice jeftinije, ali se njima diže polaganije. Upotrebljavaju se više za podupiranje nego za izmenično dizanje i spuštanje.

### Hidraulička podna dizalica
Hidraulička podna dizalica (ili samo hidraulička dizalica) radi na osnovu hidraulične prese. Hidraulična presa je uređaj  pomoću koga  se mogu proizvesti vrlo velike sile pritiska, dizanja, probijanja, oblikovanja i slično. Sastoji se od dvaju međusobno spojenih hidrauličkih cilindara, ispunjenih tečnošću. Hidraulična presa deluje na principu jednakoga širenja pritiska na sve strane u tečnostima (Pascalov zakon). Pritisak u malom cilindru nastaje zbog kretanja malog klipa, koji se pomiče ručno preko poluge ili elektromotorom. Pritisak proizveden u malom cilindru prenosi se u veliki cilindar, gde deluje na veliki klip. Pritisci su u oba cilindra jednaki, ali zbog različitih razmera klipova sile su na klipovima i brzine pomicanja klipova različite. Sila koja podiže veliki klip onoliko je puta veća od sile kojom mali klip pritiska tečnost  koliko je površina preseka velikog klipa veća od površine preseka malog klipa. Brzine pomicanja klipova obrnuto su srazmerne (proporcionalne) površinama klipova, to jest hod velikog klipa onoliko je puta manji od hoda malog klipa kolika je mera  površine preseka klipova. Deo je hidraulične prese i rezervoar tečnosti, iz kojega pumpa (mali cilindar), preko nepovratnoga ventila upija tečnost za dizanje velikoga klipa, u koji se tečnost vraća posebnim vodom kada se klip spušta. Kao radna tečnost danas se najčešće upotrebljava ulje (hidraulički fluid) ili emulzija ulja s vodom.